# ТМ «Галичина»
ТМ «Галичина» — український виробник йогуртів та кефірів.

## Про компанію
Виробничі потужності розташовано в Радехові на Львівщині. Завод побудовано 1955 року. Тоді це було державне підприємство «Радехівський маслозавод» із спеціалізацією — виробництво масла та згущеного молока. Після розпаду СРСР підприємство простоювало без урядової підтримки. 1998 року «Галичина» відновила виробництво. Підприємство поступово модернізували, почалося виробництво сметани та молока. Після 2000 року відбувся запуск виробництва кефіру та йогурту.
Виробництво працює на обладнанні: Tetra Pak (Швеція), Alfa laval (Швеція), Gea (Німеччина), Obram (Польща), Tewes-Bis (Польща), Tewes-Klima (Польща).
У 2010 році «Західна молочна група» (група Континіум) об'єдналася з ЗАТ «Галичина», створивши ПрАТ «Галичина». Степан Івахів з Континіуму увійшов до наглядової ради підприємства.
2013 року «Галичина» отримала кредитну лінію в Укрексімбанку, а 2015-го суд відкрив процедуру банкрутства компанії через неможливість погасити кредит.
Борги ПрАТ «Галичина» перед Укрексімбанком на 1,2 мільярда гривень було списано судом після процедури банкрутства у серпні 2018 року.
В травні-липні 2014 року Госпсуд Львівської області визнав вимоги «Банку інвестицій і заощаджень» (підконтрольного групі «Континіум») до «Галичини» на 72,8 млн грн і включив їх в четверту чергу в реєстрі вимог кредиторів.
Серед кредиторів «Галичини» були ТОВ «Молочна компанія Галичина», а також низка інших компаній, пов'язаних з групою «Континіум» і їх мережею АЗС WOG.
2015 року було створено «Молочну компанію Галичина», що є власником ТМ «Галичина».
У 2015 році власником торгової марки Галичина, виробничих потужностей та рецептур стала ТОВ Молочна компанія Галичина. Власником 100 % акцій ПрАТ «Галичина» була кіпрська компанія «Бросмонт Холдінгз Лімітед».
У листопаді 2015 року Госпсуд Львівської порушив провадження в справі про банкрутство ПрАТ «Галичина», а 30 серпня 2018 бласті визнав банкрутом ПрАТ «Галичина» та відкрив ліквідаційну процедуру. Зі слів ТОВ Молочна компанія Галичина це не вплинуло на випуск молочної продукції і на ТМ Галичина.
2018 року в компанії відбувся ребрендинг, було змінено дизайн, запущено нові продукти. Йогурти мають 2.2 % молочного жиру.[джерело?]
25 травня 2020 року Госпсуд Львівської області ліквідував ПрАТ «Галичина», а 17 вересня 2020 Західний апеляційний Госпсуд відмовився задовольнити апеляційну скаргу Укрексімбанку та залишив без змін ухвалу Госпсуду Львівської області від 25 травня 2020 року за якою був списаний борг ліквідованої компанії у розмірі 1,24 мільярда гривень.
У серпні 2020 року компанія вивела на ринок безлактозну лінійку молочних продуктів.

## Власники
Ігор Міщук, Володимир Теодоровський (компанія «Срібні леви»). 1998 Сергій Гибай і Андрій Король створили на базі Радехівського заводу ПрАТ «Галичина», 2010 року вони об'єднали його з «Західною молочною групою», яка входить до компанії «Континіум», власниками якої є Степан Івахів (позафракційний нардеп 7, 8 і 9 скликань, колишній депутат Волинської облради від Партії регіонів) і Сергій Лагур.
2010 року «Західна молочна група» (підконтрольна групі «Континіум» Степана Івахіва і покійного Ігоря Єремєєва) об'єдналася з ЗАТ «Галичина» (бенефіціарами якого були львів'яни Андрій Король, Сергій Гібай, Юрій Ложкін). Об'єднана молочна структура зберегла назву «Галичина», Степан Івахів входив до наглядової ради підприємства.
2014 року багаторічного гендиректора заводу «Галичина» Володимира Петрина тимчасово замінив Дмитро Лещенко, який працював радником гендиректора групи «Континіум».
З 2015 року, після загибелі Ігоря Єремеєва, власником ТМ «Галичина» є ТОВ «Молочна компанія „Галичина“». Власником 100 % акцій ПрАТ «Галичина» була кіпрська компанія «Бросмонт холдінгз лімітед».

## Продукція
- Кефір, йогурт
- Молоко
- Сметана
- Кисломолочний сир
- Масло

## Нагороди
- 2011 — друге місце в рейтингу найбільших виробників кисломолочних напоїв України з часткою 10,5 %[джерело?].
- 2017 — друге місце в рейтингу ACNielsen питних йогуртів[12].
- 2018 — сьоме місце в ТОП-10 українських виробників продукції з незбираного молока.[13]